# 정상은 (아나운서)
정상은은 대한민국의 아나운서이다.

## 경력
- JTV전주방송 아나운서
- SBS Biz 아나운서
- SK브로드밴드 안양방송 아나운서